# Problepsis
Problepsis is een geslacht van vlinders van de familie spanners (Geometridae), uit de onderfamilie Sterrhinae.

## Soorten
- P. achlyobathra Prout, 1928
- P. aegretta Felder & Rogenhofer, 1875
- P. albidior Warren, 1899
- P. apollinaria Guenée, 1858
- P. argentea Warren, 1900
- P. asira Wiltshire, 1982
- P. clemens Lucas, 1890
- P. conjunctiva Warren, 1893
- P. craspediata Warren, 1903
- P. crassinotata Prout, 1917
- P. deducta Herbulot, 1962
- P. deliaria Guenée, 1858
- P. delphiaria Guenée, 1858
- P. diazoma Prout, 1938
- P. digammata Kirby, 1896
- P. discophora Fixsen, 1887
- P. emphyla Prout, 1938
- P. erythra Wiltshire, 1982
- P. eucircota Prout, 1913
- P. evanida Prout, 1932
- P. exanimata Prout, 1935
- P. flavistigma Swinhoe, 1904
- P. herbuloti Viette, 1968
- P. insignita Prout, 1938
- P. korinchiana Rothschild, 1920
- P. latonaria (Guenée, 1858)
- P. longimacula Warren, 1903
- P. longipannis Prout, 1917
- P. lucifimbria Warren, 1902
- P. magna Warren, 1906
- P. maxima Thierry-Mieg, 1905

- P. meroearia Saalmüller, 1884
- P. metallopictata Pagenstecher, 1888
- P. minuta Inoue, 1958
- P. mitis de Joannis, 1932
- P. neumanni Prout, 1932
- P. ocellata (Frivaldszky, 1845)
- P. ochripicta Warren, 1901
- P. pareda Prout, 1917
- P. phoebearia Erschoff, 1870
- P. plagiata Butler, 1881
- P. plenorbis Prout, 1917
- P. rorida Prout, 1932
- P. sancta Meyrick, 1888
- P. shirozui Inoue, 1986
- P. similinotata Prout, 1917
- P. subreferta Prout, 1935
- P. superans Butler, 1885
- P. transposita Warren, 1903
- P. vulgaris Butler, 1889